# أولغا كوستا
أولغا كوستا (بالإسبانية: Olga Costa )‏ (و. 1913 – 1993 م) هي رسامة ألمانية، ولدت في لايبزيغ، توفيت في غواناخواتو، عن عمر يناهز 80 عاماً.

## جوائز
حصلت على جوائز منها:
- الجائزة الوطنية في العلوم والآداب في المكسيك.